# ماراشوني
ماراشوني هي منطقةٌ سكنيَّة في مقاطعة ناكورو ضمن مقاطعة الوادي المتصدع في كينيا.